# Денфен
Денфен (кит. спр. 登封市, піньїнь: Dēngfēng Shì) — місто-повіт в центральнокитайській провінції Хенань, складова міста Чженчжоу.

## Географія
Денфен розташовується на південному заході префектури.

### Клімат
Місто знаходиться у зоні, котра характеризується вологим субтропічним кліматом. Найтепліший місяць — липень із середньою температурою 26.1 °C (79 °F). Найхолодніший місяць — січень, із середньою температурою 0 °С (32 °F).
| Клімат Денфена          | Клімат Денфена | Клімат Денфена | Клімат Денфена | Клімат Денфена | Клімат Денфена | Клімат Денфена | Клімат Денфена | Клімат Денфена | Клімат Денфена | Клімат Денфена | Клімат Денфена | Клімат Денфена | Клімат Денфена |
| Показник                | Січ.           | Лют.           | Бер.           | Квіт.          | Трав.          | Черв.          | Лип.           | Серп.          | Вер.           | Жовт.          | Лист.          | Груд.          | Рік            |
| Середня температура, °C | 0              | 1,9            | 7,4            | 14,1           | 19,7           | 24,6           | 26,1           | 25,1           | 20             | 14,6           | 7,8            | 1,8            | 13,6           |
| Норма опадів, мм        | 9              | 14.3           | 27.7           | 51             | 55.6           | 74.9           | 160.7          | 128            | 85.7           | 50.5           | 29.2           | 9              | 695.6          |
| Днів з опадами          | 3,6            | 4,9            | 7              | 9,2            | 8,4            | 8,6            | 13,2           | 11,6           | 11,7           | 9,1            | 6,6            | 3,6            | 97,5           |
| Вологість повітря, %    | 57.6           | 59.9           | 60.3           | 61.7           | 61             | 59.2           | 74.8           | 77.5           | 74.3           | 70.7           | 67.5           | 60.9           | 65.5           |
| ----------------------- | -------------- | -------------- | -------------- | -------------- | -------------- | -------------- | -------------- | -------------- | -------------- | -------------- | -------------- | -------------- | -------------- |
| Джерело: Weatherbase    |                |                |                |                |                |                |                |                |                |                |                |                |                |